# Gouvernement de la RDA de 1967-1971
 (novembre 2024).
Si vous disposez d'ouvrages ou d'articles de référence ou si vous connaissez des sites web de qualité traitant du thème abordé ici, merci de compléter l'article en donnant les références utiles à sa vérifiabilité et en les liant à la section « Notes et références ».
RDA
1963-1967 1971-1976
Le cinquième gouvernement de la République démocratique allemande (RDA) dure du 14 juillet 1967 au 26 novembre 1971.

## Composition[1]
| Ministère                                                    | Nom | Parti                                 |
| ------------------------------------------------------------ | --- | ------------------------------------- |
| Ministerratsvorsitzender                                     | Willi Stoph | SED                                   |
| Erster Stellvertreter des Ministerratsvorsitzenden           | Alfred Neumann Horst Sindermann à partir du 14 mai 1971 | SED                                   |
| Stellvertreter des Ministerratsvorsitzenden                  | Alexander Abusch Julius Balkow Kurt Fichtner (de) Manfred Flegel (de) Wolfgang Rauchfuß (de) Gerhard Schürer Max Sefrin Werner Titel Gerhard Weiss (de) Herbert Weiz Kurt Wünsche Günther Kleiber à partir du 24 juin 1971 | SED SED NDPD SED CDU DBD SED LDPD SED |
| Affaires étrangères                                          | Otto Winzer | SED                                   |
| Intérieur                                                    | Friedrich Dickel | SED                                   |
| Défense                                                      | Heinz Hoffmann | SED                                   |
| Finances                                                     | Siegfried Böhm | SED                                   |
| Éducation                                                    | Margot Honecker | SED                                   |
| Culture                                                      | Klaus Gysi | SED                                   |
| Président de la Commission de Planification                  | Gerhard Schürer | SED                                   |
| Materialwirtschaft                                           | Alfred Neumann jusqu'à l'été 1968 Erich Haase | SED                                   |
| Grundstoffindustrie                                          | Klaus Siebold (de) | SED                                   |
| Erzbergbau und Metallurgie                                   | Kurt Singhuber (de) | SED                                   |
| Industrie chimique                                           | Günther Wyschofsky | SED                                   |
| Électrotechnique et Électronique                             | Otfried Steger (de) | SED                                   |
| Schwermaschinen und Anlagenbau                               | Gerhard Zimmermann | SED                                   |
| Verarbeitungsmaschnen und Fahrzeugbau                        | Rudi Georgi | SED                                   |
| Industrie légère                                             | Johann Wittik | SED                                   |
| Bezirksgeleitete und Lebensmittelindustrie                   | Erhard Krack | SED                                   |
| Sciences et Techniques                                       | Günter Prey | SED                                   |
| Commerce et Approvisionnements                               | Günter Sieber | SED                                   |
| Construction                                                 | Wolfgang Junker | SED                                   |
| Commerce extérieur                                           | Horst Sölle (de) | SED                                   |
| Vorsitzender des Komitees für Arbeiter- u. Bauerninspektion  | Heinz Matthes | SED                                   |
| Santé                                                        | Max Sefrin | CDU                                   |
| Justice                                                      | Kurt Wünsche | LDPD                                  |
| Postes et Télécommunications                                 | Rudolph Schulze | CDU                                   |
| Transports                                                   | Erwin Kramer jusqu'au 15 décembre 1970 Otto Arndt | SED                                   |
| Vorsitzender des Landwirtschaftsrates                        | Georg Ewald | DBD                                   |
| Sécurité d'État                                              | Erich Mielke | SED                                   |
| Chef du bureau de l'Enseignement supérieur et technique      | Ernst-Joachim Gießmann jusqu'au 16 décembre 1970 Hans-Joachim Böhme | SED                                   |
| Leiter des Amtes für Anleitung und Kontrolle der Bezirksräte | Fritz Scharfenstein | SED                                   |
| Chef du bureau des Prix                                      | Walter Halbritter | SED                                   |

## Sources
- (de) Cet article est partiellement ou en totalité issu de l’article de Wikipédia en allemand intitulé « Ministerrat der DDR (1976–1981) » (voir la liste des auteurs).